# Microcyba vancotthemi
Microcyba vancotthemi är en spindelart som beskrevs av Robert Bosmans 1977. Microcyba vancotthemi ingår i släktet Microcyba och familjen täckvävarspindlar.
Artens utbredningsområde är Kenya. Inga underarter finns listade i Catalogue of Life.